# Bajza utca

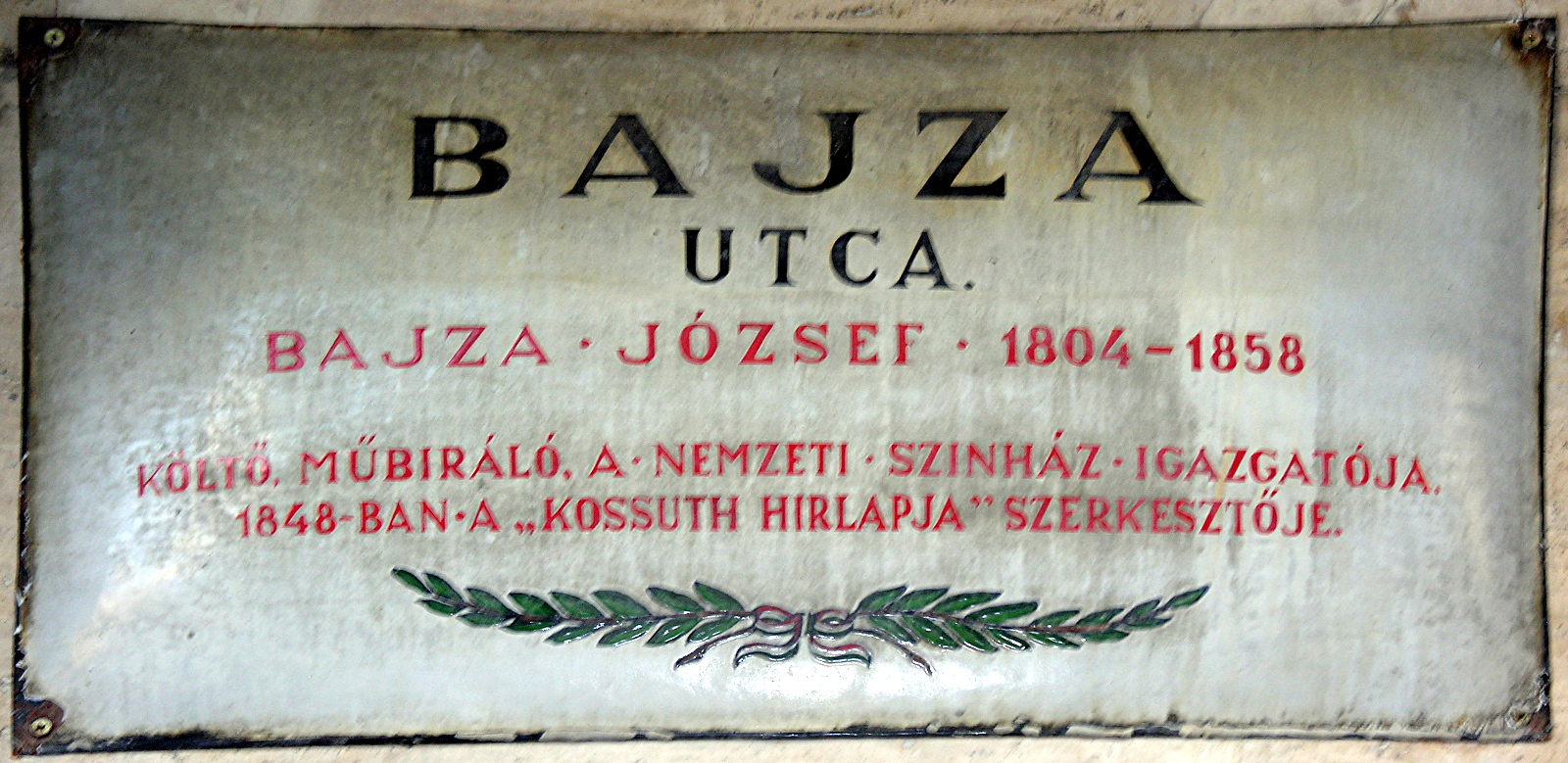
A névadó emléktáblája

A Bajza utca Budapest VI–VII. kerületében található, a Damjanich utca és a Podmaniczky utca között húzódik. A földalattinak megállója van a Bajza utcánál.
Az utca páros oldala az Aradi utca és a Benczúr utca, páratlan oldala a Lendvay utca és a Délibáb utca között az Andrássy út és történelmi környezete világörökségi terület része.

## Története
A 19. század elején Viehtrag Weg (Marhahajtó út), majd 1874-től Hajtsár út volt a neve. 1878-tól a mai Podmaniczky utcától a Lendvay utcáig, majd 1890-től a Városligeti fasorig, végül 1911-től a Damjanich utcáig terjedő útszakaszt hívták Bajza utcának.
A 10. számú épületét 1937-ben Fischer József tervezte. A 18-as számú épület, az 1945. július 1-jén megalakult Magyar Írók Szövetségének székháza és könyvtára.
A Városligeti fasor sarkán áll a fasori evangélikus templom és gimnázium.
A 39-es (korábban 26) szám alatt található a Feszty-villa. Jókai Mór 1886-tól több mint tíz évig lakott itt. A villát a Petőfi Társaság 1907-ben közadakozásból megvette; itt nyitották meg két évvel később a Petőfi Házat. Később az első emeleten Jókai-emlékmúzeumot rendeztek be. 1945-ben államosították az épületet; 1954-ben itt jött létre a Petőfi Irodalmi Múzeum, ami néhány év múlva a Károlyi-palotába költözött.
A 41. szám alatt az Epreskertnek nevezett tömbben a Magyar Képzőművészeti Egyetem műtermei vannak.

### Híres lakói
- 1-9: Szendrő József
- 2: A névadó, Bajza József
- 4: Fackh Károly
- 8: Janikovszky Éva
- 18: Gérecz Attila
- 39: Jókai Mór
- 42: Illyés Gyula
- 50: Szilárd Leó
- 56: Strobl Alajos

## A művészetben
- Az utcát országosan ismertté tette a Csókos asszony című Zerkovitz Béla-operett „Van a Bajza utca sarkán egy kis palota” című dala.  Archiválva 2010. december 22-i dátummal a Wayback Machine-ben
- Megjelenik az utca Till Attila Pánik című filmjében (egyértelműen azonosítható módon 20 perc 45 másodperc környékén).[1]